# Miguel Calmon du Pin e Almeida
Miguel Calmon du Pin e Almeida, visconde com grandeza e marquês de Abrantes, (Santo Amaro, 23 de outubro de 1796 — Rio de Janeiro, 13 de setembro de 1865) foi um nobre, político e diplomata brasileiro.
Presidiu o conselho interino de governo da Bahia em 1823. Publicou obras notáveis sobre história, diplomacia, agricultura e outras.

## Biografia
Filho de José Gabriel Calmon de Almeida e de Maria Germana de Sousa Magalhães. Casou com Maria Carolina da Piedade Pereira Baía, filha do barão de Meriti e que, enviuvando-se, casou novamente com o barão do Catete. Não deixou herdeiros, porém um sobrinho foi-lhe homônimo, e outros tantos "Miguel Calmon du Pin e Almeida" existiram.
Formado pela Faculdade de Direito de Coimbra em 1821, de 1822 a 1823, no contexto da luta pela Independência da Bahia, presidiu o conselho interino que governou a província a partir da Vila de Cachoeira, coordenando a resistência brasileira contra o Governador das Armas, Inácio Luís Madeira de Melo.
Além dos diversos cargos públicos e condições nobiliárquicas, foi membro do Instituto Histórico e Geográfico Brasileiro, presidente da Imperial Academia de Música e provedor da Santa Casa de Misericórdia, do Rio de Janeiro.

### Vida pública

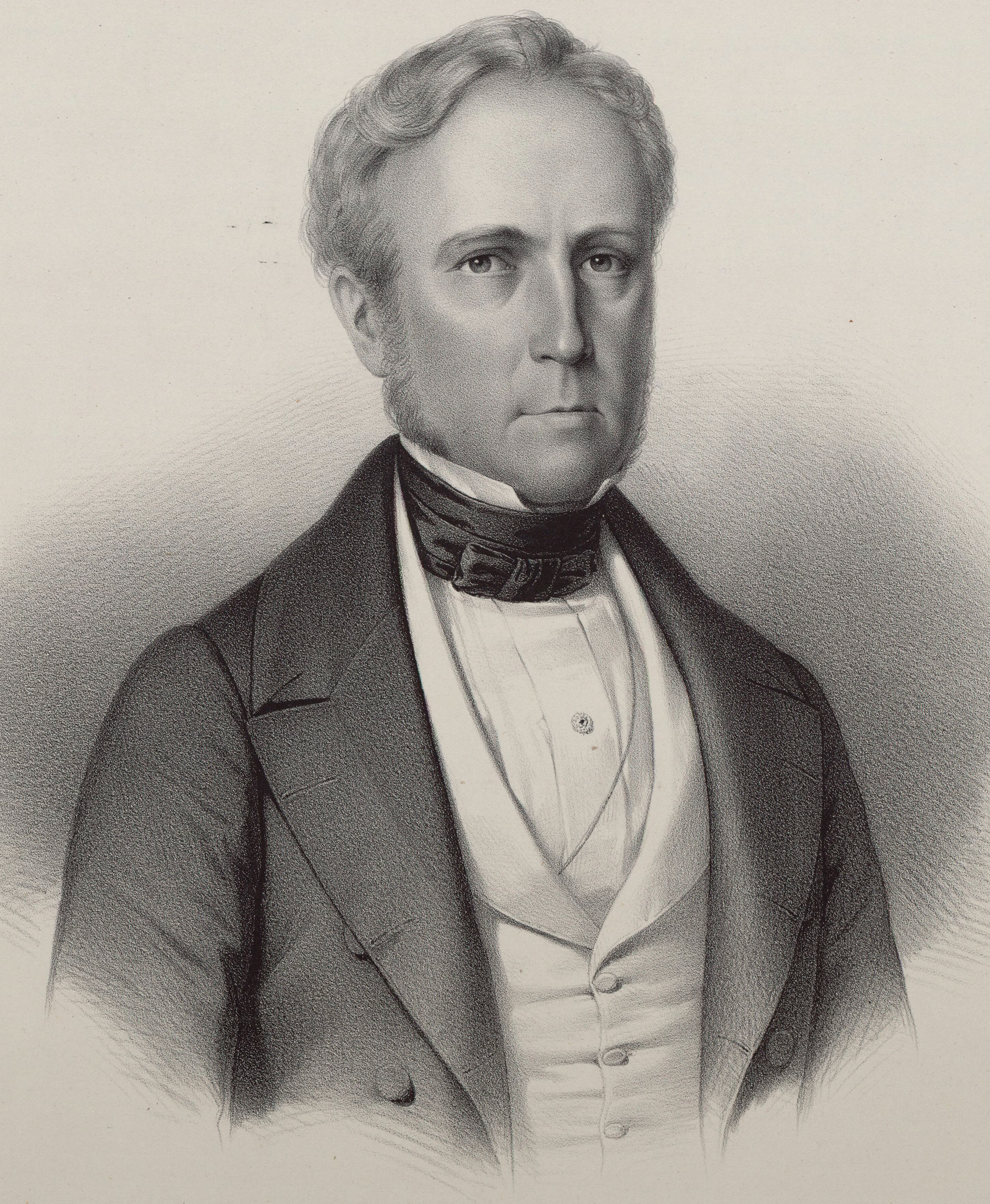
Retrato do então Visconde de Abrantes, conselheiro de Estado e senador do Império. Litografia por Antoine Maurin após desenho de Luís Aleixo Boulanger, década de 1840.

Elegeu-se deputado constituinte em 1827, Assembleia da qual foi o Secretário – quando foi convidado pelo Imperador D. Pedro I para ocupar a pasta da Fazenda, ocasião em que organizou a Caixa de Amortização da Dívida Pública e, depois, foi Ministro dos Estrangeiros.
Uma das figuras mais expressivas do Império, foi indicado pelo Imperador para governar a Bahia, recusando a indicação.
Com a abdicação de D. Pedro I, retraiu-se da política, voltando à sua terra natal. Fundou em Santo Amaro a Sociedade de Agricultura da Bahia e a Sociedade Philomática de Química. Ligado à produção de açúcar, em 1834 escreveu o Ensaio sobre o fabrico do açucar, buscando estimular e modernizar a produção, ameaçada pela concorrência estrangeira.
Retornou à política em 1837, para fazer oposição à regência do padre Diogo Antônio Feijó, sendo nomeado no mesmo ano, novamente, Ministro da Fazenda. Em 1840 foi eleito senador pelo Ceará, e novamente Ministro da Fazenda, quando assume o novo Imperador, D. Pedro II, após a extinção do Ministério da Maioridade.
Em 1843 torna-se conselheiro de Estado e nos dois anos seguintes cumpre missões diplomáticas em Paris, Londres e Berlim.
Incentivador da indústria, foi presidente da Sociedade Auxiliadora da Indústria Nacional (1848-1865), e primeiro presidente do Imperial Instituto Fluminense de Agricultura (1860-1866).
Foi o principal organizador da Exposição Nacional, organizada sob a égide da Sociedade Auxiliadora da Indústria Nacional, em 1861. No ano seguinte volta a ocupar o Ministério dos Estrangeiros (ver Gabinete Olinda de 1862), onde protagoniza um dos mais sérios embates diplomáticos do Brasil face à Inglaterra.
No contexto da Questão Christie, a condução desse contencioso pelo Ministro Miguel Calmon foi pautada pela mais hábil prudência, conduzindo-a a um resultado satisfatório ao Brasil.
Como deputado geral, pela província da Bahia, ocupou mandatos sucessivos na 1ª, 2ª e 4ª legislaturas, de 1826 a 1841.

### Títulos nobiliárquicos

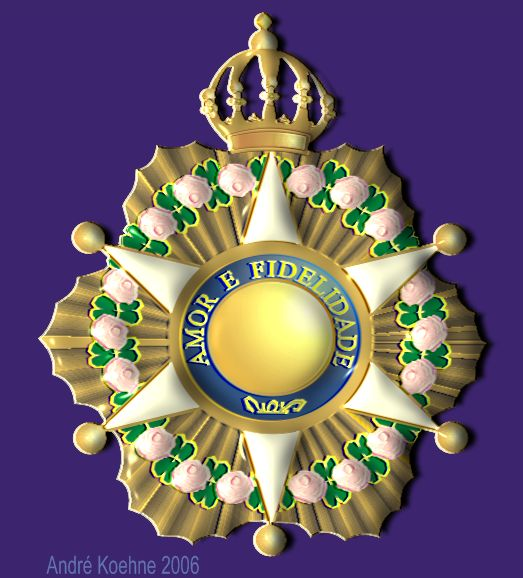
Medalhão da Imperial Ordem da Rosa

Foi o primeiro e único visconde (com grandeza) e marquês de Abrantes.
Títulos e comendas:
- Por sua atuação no Brasil e em Portugal, recebeu o epíteto de "Estadista de dois Impérios".
- Grande do Império;
- Veador de Sua Majestade, a Imperatriz;
- Dignitário da Imperial Ordem da Rosa;
- Grã-cruz da Imperial Ordem do Cruzeiro;

Além destas, era membro da Ordem de Nossa Senhora da Conceição de Vila Viçosa (de Portugal), da Ordem dos Santos Maurício e Lázaro (Itália), da Ordem de Leopoldo I (Bélgica) e da Real Ordem Constantina das Duas Sicílias.

## Governo Interino da Bahia

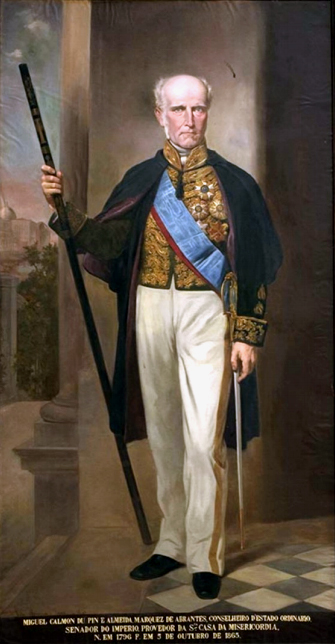
Retrato de Miguel Calmon du Pin e Almeida, Marquês de Abrantes, 1866, por Victor Meirelles.

Era partidário do movimento que resistiu ao domínio do general Madeira de Melo, português, que dominara a cidade de Salvador à revelia do então Príncipe Regente D. Pedro I. Proclamada a Independência, na Vila de Cachoeira é formado um governo interino que resiste aos ataques portugueses. Em sua mensagem ao Imperador, de 1823, consigna importantes registros:
"A arte de governar foi sempre difícil. A mesma história fabulosa dos tempos heróicos, em que deuses e semi-deuses regiam os homens, e a crônica dos grandes gênios, que escorados pela justiça, prudência e sabedoria têm governado povos em diferentes idades e merecido decantadas apoteoses, não deixaram de provar esta verdade terrível.
Colaborador e consócio dos ajuntamentos patrióticos que concertavam o plano de reação que devíamos opor ao dominante infame Partido Português, podemos afirmar que a revolução do Recôncavo foi prematurada. (...) Neste precário e calamitoso estado de coisas, resolveram os patriotas, em 20 de agosto constituir e instalar um Governo Geral, que aliasse mais e mais todas as Vilas, e chamasse as forças, atenções e interesses para o grande fim da Salvação da Pátria."
Vitoriosos, os baianos retomaram a capital, aguardando a nomeação, pelo Imperador, do presidente da província. Enfrentou, entretanto, o próprio General Labatut, a quem acusou de "ditatorial", forçando-lhe a retirada do comando das forças baianas.
Neste breve interregno, Miguel Calmon cuidou de desarmar os portugueses, que "a despeito do amor da esposa e filhos, decente fortuna, cômoda habitação, e costume de longo tempo, (tramavam) contra a causa do Brasil, haviam atraído sobre todos os naturais de Portugal o furor do povo brasileiro" - como deixou registrado, na mesma mensagem.

## Atividades maçônicas
Em 9 de setembro de 1850, em substituição a Antônio Francisco de Paula de Holanda Cavalcanti de Albuquerque, é eleito Grão-Mestre do Grande Oriente do Brasil, cargo que ocupou até 1863, quando então o passou a Bento da Silva Lisboa.